# Kammmolch-Biotop Plockhorst
Kammmolch-Biotop Plockhorst este o arie protejată (sit de importanță comunitară — SCI) din Germania întinsă pe o suprafață de 40,29 ha, integral pe uscat.

## Localizare
Centrul sitului Kammmolch-Biotop Plockhorst este situat la coordonatele 52°26′46″N 10°17′19″E / 52.4461°N 10.2886°E.

## Înființare
Situl Kammmolch-Biotop Plockhorst a fost declarat sit de importanță comunitară în ianuarie 2005 pentru a proteja 1 specie de animale.

## Biodiversitate
Situată în ecoregiunea atlantică, aria protejată nu include niciun habitat protejat.
La baza desemnării sitului se află o specie protejată de  amfibieni: triton cu creastă (Triturus cristatus).
Pe lângă speciile protejate, pe teritoriul sitului au mai fost identificate 1 specie de amfibieni.